# Flughafen Yaoundé

i7
i11
i13
Der Flughafen Yaoundé (französisch Aéroport de Yaoundé-Ville, IATA-Code: YAO, ICAO-Code: FKKY) ist ein Militärflugplatz in Yaoundé, Kamerun.
Er liegt innerhalb der Hauptstadt und heißt auch Yaoundé Ville Airport. Früher wurde dieser Flughafen international genutzt, bis er durch den neuen internationalen Flughafen Yaoundé Nsimalen (NSI) ersetzt wurde, der etwa 13 Kilometer südlicher liegt. Seitdem wird YAO nur noch durch die Regierung und das Militär benutzt.

## Zwischenfälle
- Am 28. Juni 1989 überschoss eine Hawker Siddeley 748-435 Srs. 2B der Cameroon Airlines (Luftfahrzeugkennzeichen TJ-CCF) bei schlechtem Wetter während des dritten Landeversuches auf dem Flughafen Yaoundé das Landebahnende und kollidierte mit einem Damm. Das Flugzeug war erst 400 Meter vor dem Landebahnende aufgesetzt worden. Von den 47 Insassen kamen drei ums Leben.[1]